# Генрі Чарлз Кері
Ге́нрі Чарлз Ке́рі (англ. Henry Charles Carey, *15 грудня 1793 Філадельфія — †13 жовтня 1879) — один з найвідоміших американських економістів першої половини XIX століття.

## З творчої біографії
Народився в Філадельфії в родині ірландського іммігранта Метью Кері. Згодом очолив батькову видавничу фірму, поєднуючи журналістику з широкими діловими інтересами. Опублікував більше десятка книг і тисячі газетних статей та памфлетів.
У своїй основній роботі «Принципи політичної економії» (англ. The Principles of Political Economy, 1837—1840), він розробив теорію трудової вартості з урахуванням відтворення (вартість визначається не тільки минулими, але й майбутніми витратами праці), яка справила глибоке враження навіть на Маркса. У книзі «Минуле, сьогодення і майбутнє» (англ. The Past, The Present and The Future, 1848) він детально виклав свою теорію ренти і показав, що історична послідовність обробки землі, принаймні, в США, була протилежна запропонованої Давидом Рікардо, а саме, від гірших земель до кращих. Він припустив, що доходи від застосування капіталу до землі характеризувалися зростаючою, а не спадаючою віддачею. Кері не зміг зрозуміти, що це справедливо лише при «граничному рівні екстенсивного використання землі» (застосування однакової кількості капіталу і праці до більшої кількості землі), а не при «граничному рівні інтенсивного використання земельних угідь» (застосування більшої кількості капіталу і праці до ділянки землі однакової площі). Тим не менш, його заперечення не давало спокою багатьом економістам-класикам.
У поглядах Кері простежується антипатія до теорії Томаса Мальтуса та Давида Рікардо, які, на його погляд, перекрутили вчення Адама Сміта. Кері висловлював впевненість у тому, що класична економічна теорія потребує ревізії у світлі американської практики при надлишкових земельних ресурсах і рідкості праці. Вірив у кінцеву гармонію економічних інтересів, особливо стосовно інтересів праці й капіталу з одного боку, та землевласників — з іншого.
Наприкінці 1850-х років він все більше переходив від економічних праць до соціології. У таких книгах як «Принципи суспільної науки» (англ. Principles of Social Science) та «Єдність законів: співвідношення фізичної, суспільної, психологічної і етичної наук» (англ. The Unity of Law: As Exhibited in the Relations of Physical, Social, Mental and Moral Science, 1872) він висловлював поширену серед американських представників суспільних наук того періоду впевненість в тому, що дні спеціальної економічної науки закінчилися.